# Cremosano
Cremosano – miejscowość i gmina we Włoszech, w regionie Lombardia, w prowincji Cremona.
Według danych na rok 2004 gminę zamieszkiwały 1162 osoby, 232,4 os./km².